# Von Freeman

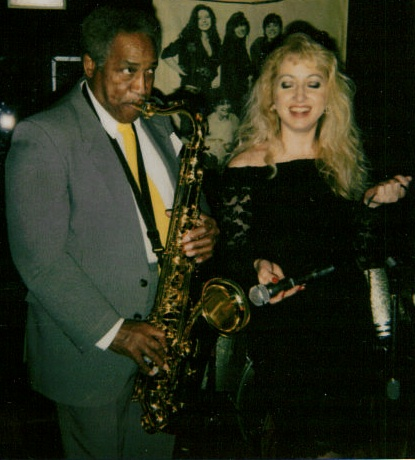
Von Freeman & Catherine Whitney (vermutlich 1990er Jahre)

Earl Lavon „Von“ Freeman Sr. (* 3. Oktober 1923 in Chicago, Illinois; † 11. August 2012 ebenda) war ein US-amerikanischer Jazzmusiker (Tenorsaxophon, Komposition).

## Leben
Freeman, der Sohn eines Polizisten und Amateurtrompeters, der mit Louis Armstrong und Earl Hines befreundet war, erlernte als Kind das Klavier-, Klarinette- und Saxophonspiel und besuchte die DuSable High School, wo er unter Anleitung von Captain Walter Dyett gemeinsam mit Gene Ammons im Ensemblespiel in einer Band ausgebildet wurde. Nachdem er ein Jahr in Horace Hendersons Orchester gespielt hatte, war er während seiner Militärdienstzeit von 1941 bis 1945 Mitglied der US Navy Hellcats, einer Band der amerikanischen Kriegsmarine.
Unterschiedliche Bandleader wie King Kolax, Billy Eckstine und später auch Miles Davis konnten ihn nicht überzeugen, mit auf Tournee zu gehen. Vielmehr blieb er in Chicago und gehörte dort bis 1950 der Hausband des Chicago’s Pershing Ballroom an; kurzzeitig arbeitete er 1948/49 auch mit Sun Ra. Dann gründete er eine Band mit seinen Brüdern George und Eldridge „Bruz“ Freeman sowie Ahmad Jamal, der 1951 durch Andrew Hill ersetzt wurde. 1956 begleitete er mit Andrew Hill und Malachi Favors die Doo-Wop-Formation De’bonairs für das Label Ping. In den 1960er Jahren war er in der Bluesszene tätig, nahm mit Milt Trenier auf, in dessen Band er von 1966 bis 1969 wirkte, arbeitete aber auch mit Jimmy Reed, Otis Rush und Gene Chandler. Dann wendete er sich wieder dem Jazz zu und trat mit Dexter Gordon auf. Sein erstes Album unter eigenem Namen Doin’ It Right Now entstand 1972 auf Initiative von Rahsaan Roland Kirk, der die Platte auch produzierte. 1982 spielte er mit seinem Sohn Chico Freeman und Ellis Marsalis mit dessen Söhnen Wynton und Branford das Album Fathers&Sons ein. In den 1990er und 2000er Jahren nahm er für die Labels SteepleChase, Delmark, Nessa und Premonition mehrere Alben auf. Ab 2005 bis zu seinem Tod im August 2012 trat er regelmäßig mit dem Pianisten Ben Paterson auf.

## Auszeichnungen
Im Juni 2010 verlieh die University of Chicago Freeman die Rosenberger-Medaille. 2011 erhielt er die Jazz Masters Fellowship der staatlichen National Endowment for the Arts (NEA).

## Diskographie
- Doin’ It Right Now mit Jimmy Cobb, Sam Jones, John Merritt Young, 1972, Atlantic
- Have No Fear mit Wilbur Campbell, David Shipp, John M. Young, 1975
- Serenade and Blues mit Wilbur Campbell, David Shipp, John M. Young, 1975, Nessa
- Young and Foolish mit Wilbur Campbell, David Shipp, Charles Walton, John M. Young, 1977
- Walkin’ Tuff mit Wilbur Campbell, Dennis Carroll, Carroll Crouch, Jon Logan, Ken Prince, Michael Raynor, 1989
- Lester Leaps In mit Wilbur Campbell, Jodie Christian, Eddie de Haas, 1992
- Never Let Me Go mit Wilbur Campbell, Jodie Christian, Eddie DeHaas, 1994
- Dedicated to You mit Wilbur Campbell, Jodie Christian, Eddie DeHaas, 1993
- Von & Ed mit Ed Petersen, Willie Pickens, Brian Sandstrom, Robert Shy, 1998
- Live at the Blue Note: 75th Birthday Celebration mit George Cables, Santi Debriano, Gene Jackson, Dianne Reeves, 1998
- You Talkin’ to Me?! mit Frank Catalano, Larry Kohut, Larry Novak, Joel Spencer, 1999
- Live at the Dakota mit Terry Burns, Phil Hey, Bobby Peterson, 1996
- Inside Chicago Vol. 1 und 2 mit Sherman Davis, Brad Goode, Joan Hickey, Michael Raynor, 1995
- The Improvisor mit Mike Allemana, Mark Helias, Jason Moran, Michael Raynor, Nasheet Waits, 2001–02
- Inside Chicago, Vol. 3 und 4 (live) mit Brad Goode, Paul McKee, Stewart Miller, Bob Rummage, 1993
- The Great Divide mit Jimmy Cobb, John Webber, Richard Wyands, 2003
- Good Forever mit John Webber, Richard Wyands, 2006

## Lexikalische Einträge
- Leonard Feather, Ira Gitler: The Biographical Encyclopedia of Jazz. Oxford University Press, New York 1999, ISBN 0-19-532000-X.